# Lữ đoàn Cơ giới 6 Úc
Lữ đoàn Cơ giới 6 được quân đội Úc hình thành trong thế chiến thứ hai. Tháng 3 năm 1942, từ Lữ đoàn Kỵ binh 6 Úc chuyển thành lữ đoàn cơ giới 6 và một lần nữa là chuyển thành Lữ đoàn Thiết giáp 6 Úc vào tháng 5 năm 1942. Lữ đoàn nằm trong biên chế của sư đoàn Cơ giới 2 Úc mới thành lập và chưa một lần tham chiến.

## Đơn vị
Trung đoàn Cơ giới 9
Trung đoàn Cơ giới 18
Nhóm trinh sát 3
Nhóm trinh sát 23